# 臺灣島史觀

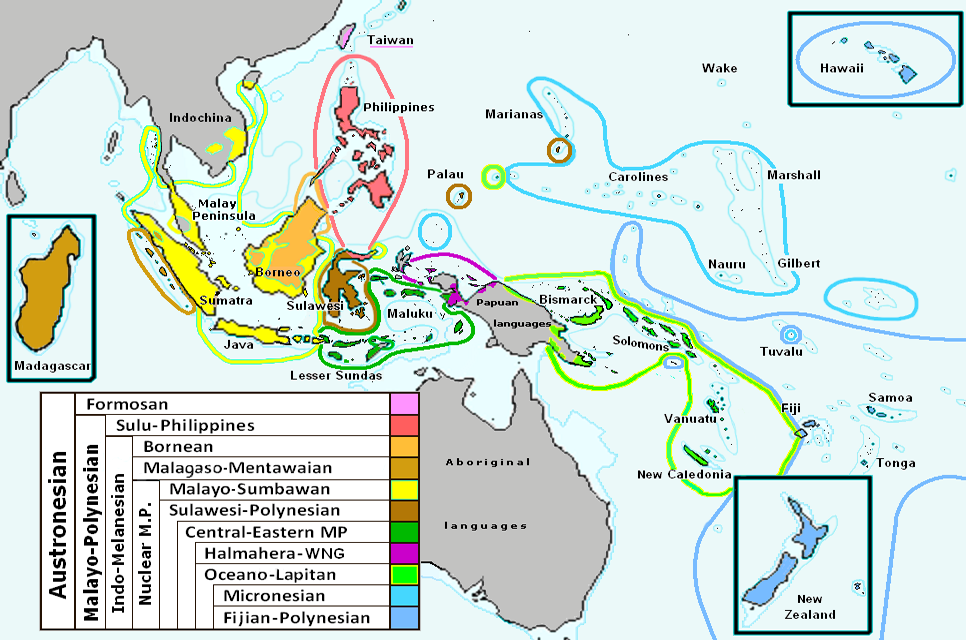
臺灣被視為南島語系的主要源頭

臺灣也是玻里尼西亞人的原鄉

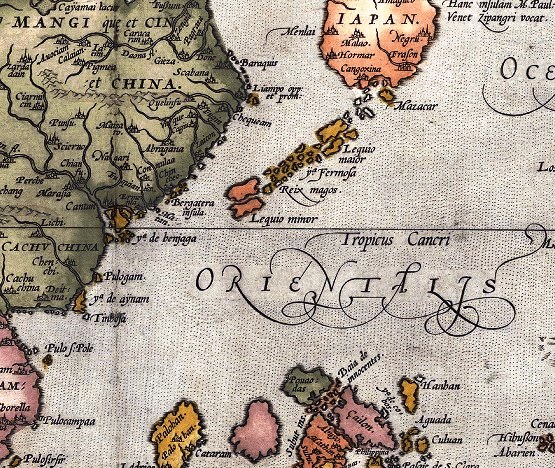
1570年由荷蘭人所繪未橫跨北迴歸線的群島型福爾摩沙及鄰國

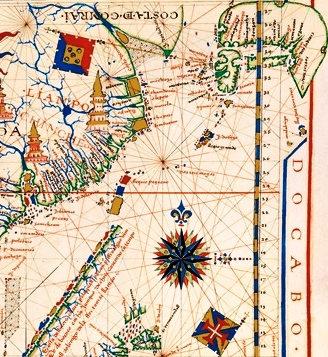
1571年葡萄牙人所繪橫跨北迴歸線的福爾摩沙是被河川分隔的三個島嶼

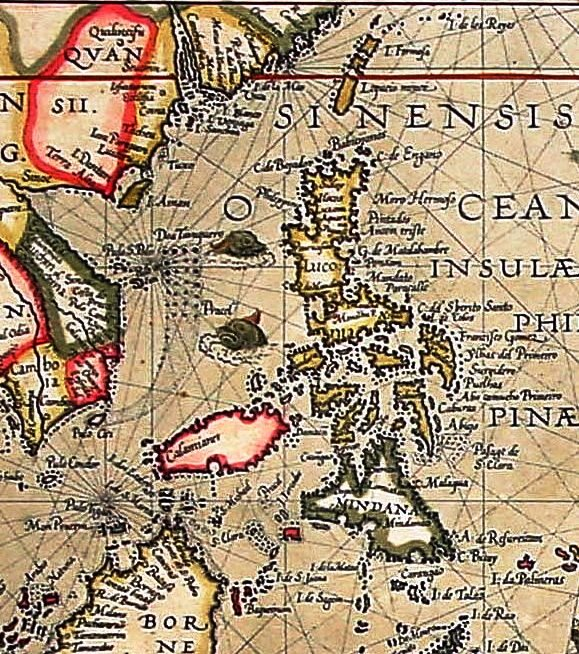
1592年葡萄牙人所繪福爾摩沙、菲律賓與東南亞

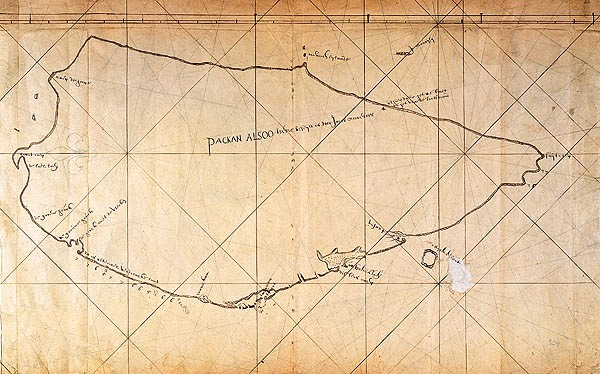
1625年荷蘭人所繪福爾摩沙，是現存最早將臺灣畫成一個島嶼的

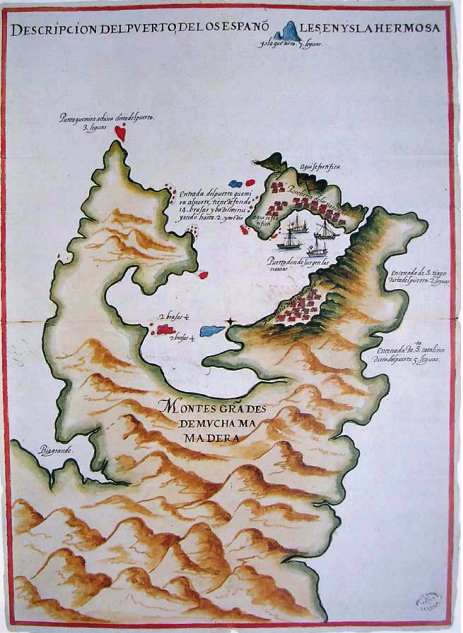
1626年西班牙人所繪基隆港與淡水港

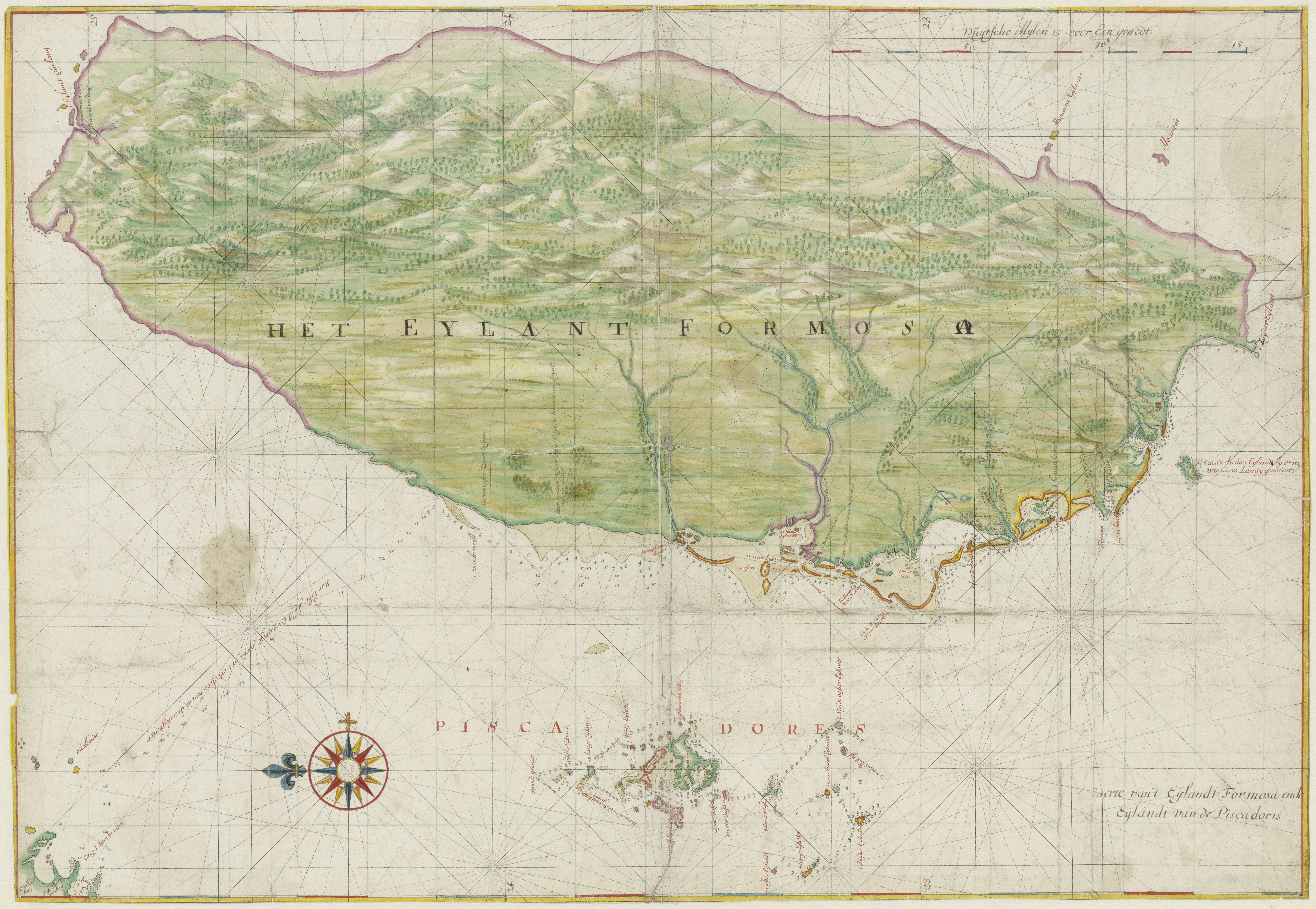
1640年荷蘭人所繪「北左南右，東上西下」的福爾摩沙

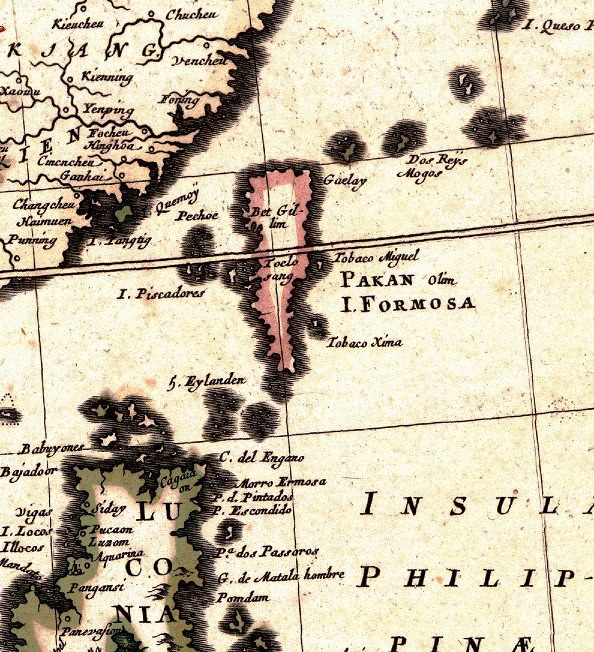
1662年荷蘭人所繪福爾摩沙

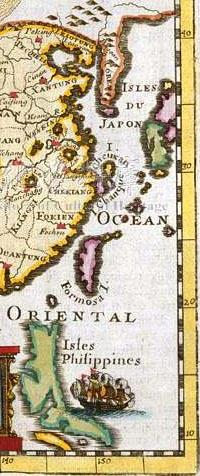
1683年義大利人所繪福爾摩沙與鄰國

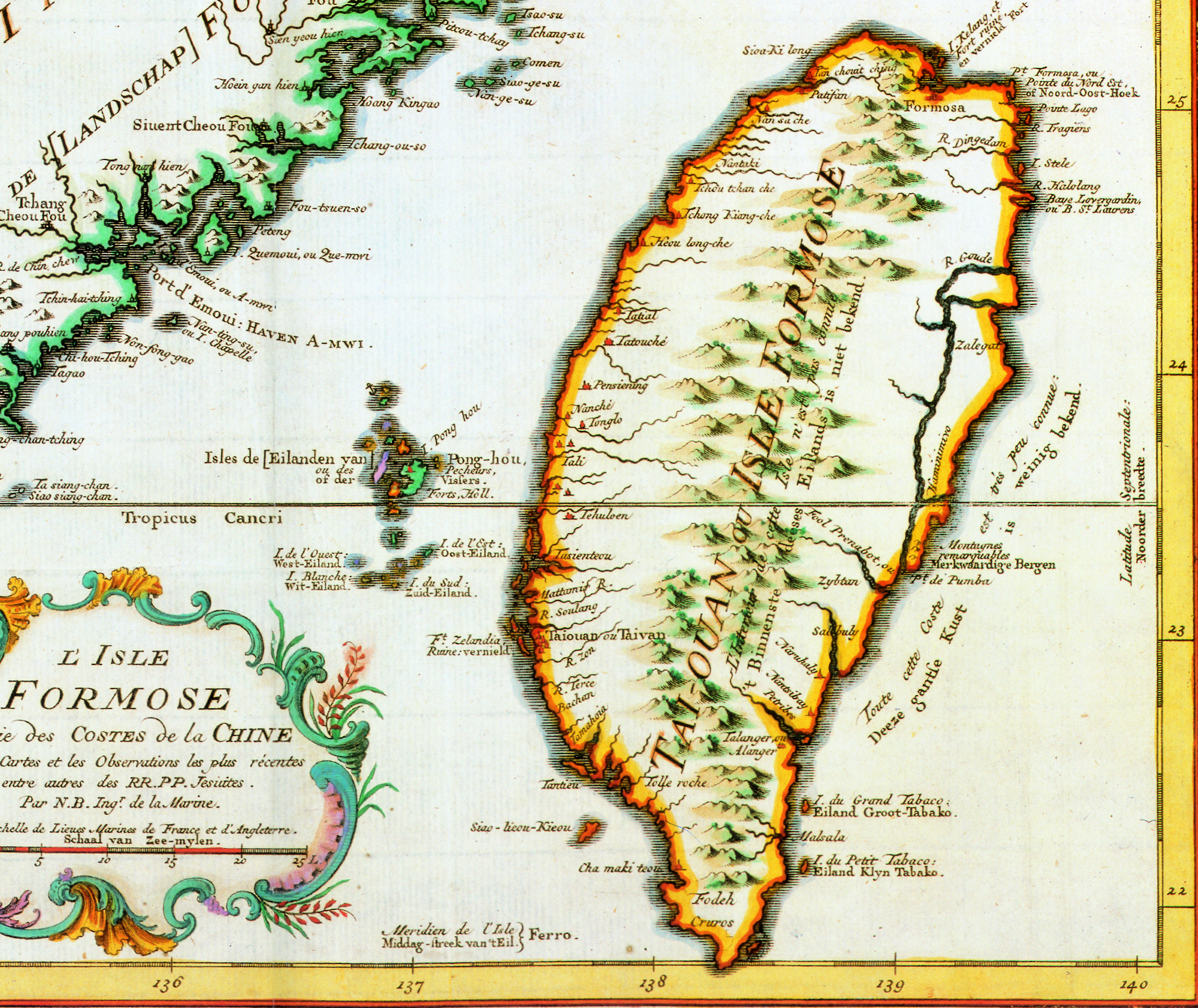
1756年法國人所繪福爾摩沙島，花蓮被視為三個斷開的島嶼

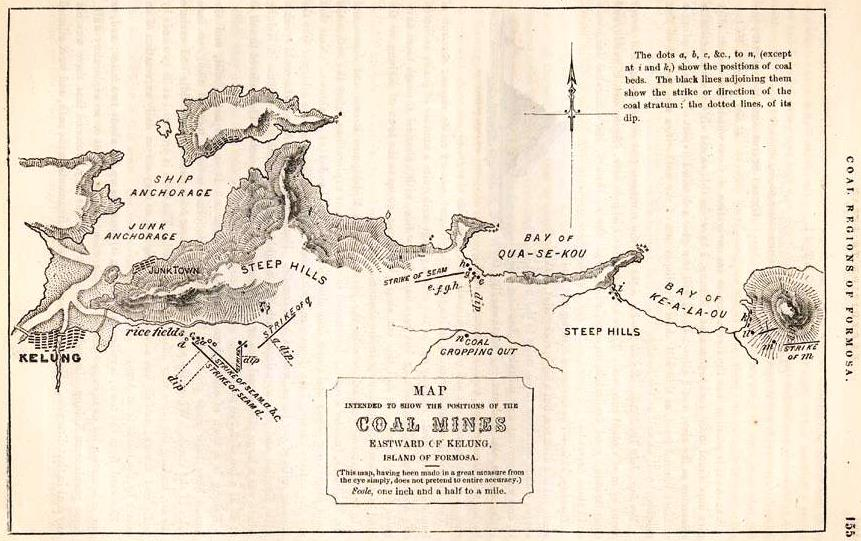
1856年美國人所繪基隆以東煤礦分布

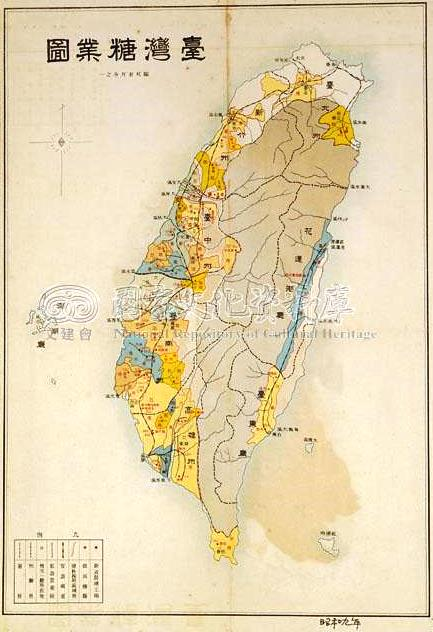
1934年日本人所繪臺灣糖業圖

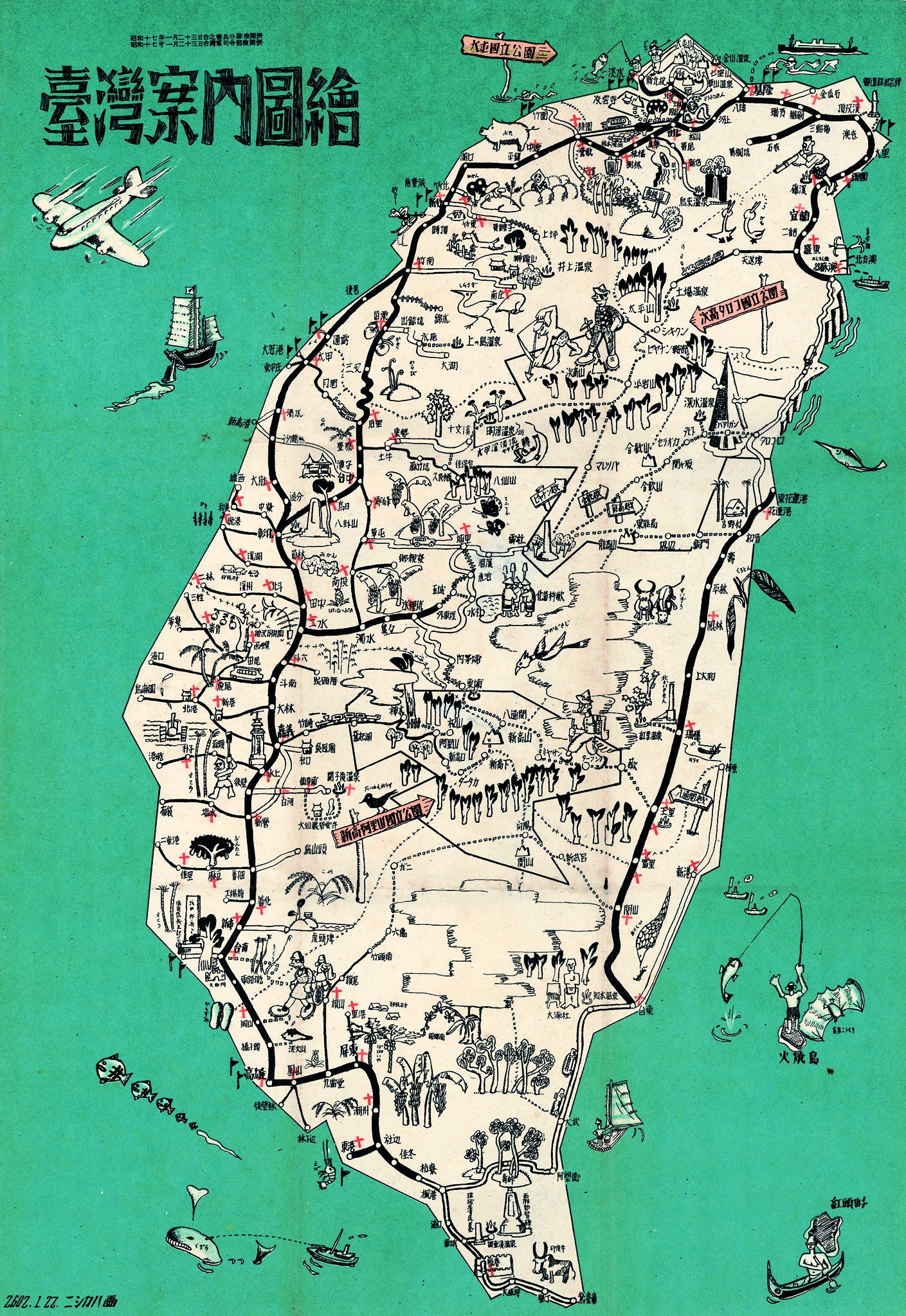
1942年臺灣案內圖繪旅遊指引

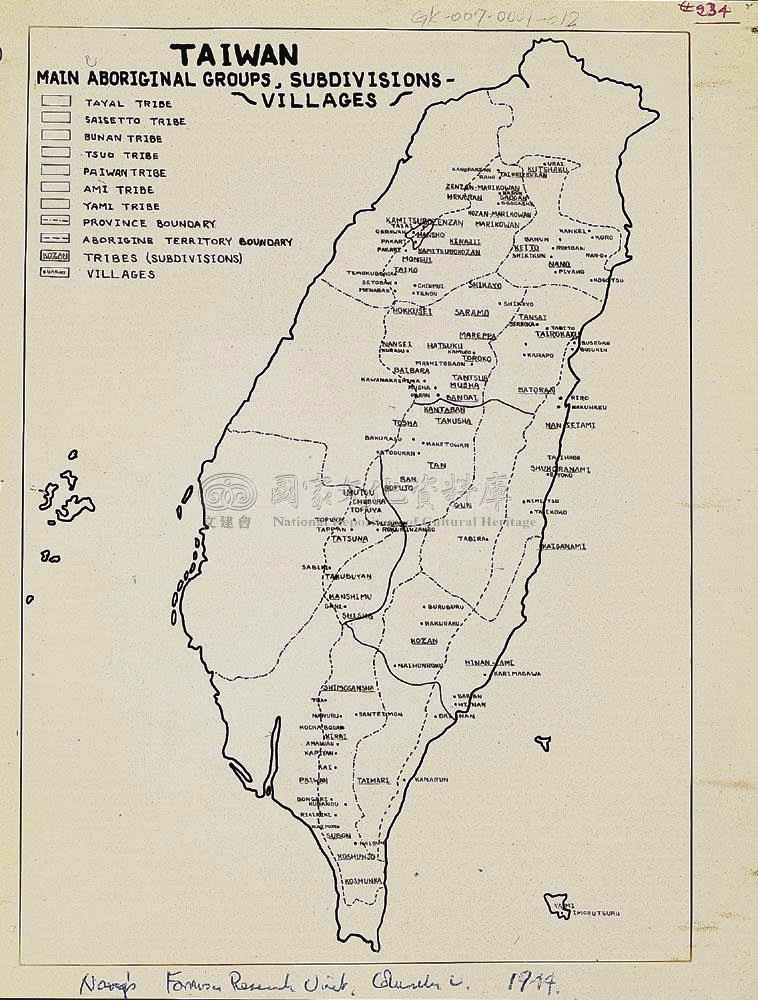
1944年美國人所繪臺灣原住民分布圖

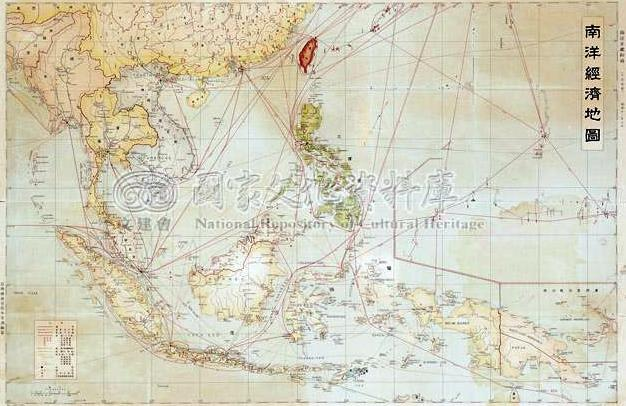
臺灣與南洋經濟地圖

臺灣與世界

臺灣島史觀，是由臺灣歷史學者曹永和於1990年所提出的臺灣史史觀概念及史學理論。曹永和參考法國年鑑學派的觀點，結合歷史學、地理學、社會學等學科，形成整體性觀點，以時間為座標、將生活於臺灣的人民為主體，來看臺灣自身的歷史。曹永和認為，從史前時代起便有許多不同種族、語言、文化的人群在其中活動，他們在臺灣所創造的歷史都是臺灣史。。他的觀點，對臺灣史與臺灣史學界的研究產生重大影響。
這種史學，涵括了在島內人群活躍生產的總體性結構，和綜觀長時間以來，臺灣透過海洋與外界建立的各種關係，以及臺灣在不同時間段落的世界潮流、國際情勢中的位置和角色，將臺灣史置於東亞乃至世界史的範疇做整體考察，也就是以國際的角度來看臺灣史。曹永和認為研究臺灣歷史應該超越政治史的限制，跳脫漢人觀點、國家單位，朝人民的、區域的歷史發展，以提升研究境界。他相信，「臺灣島史」的觀念有助於臺灣史研究跳脫出學界泛政治的解釋模式，而顯露臺灣史的真實面貌。

## 研究基礎

### 早期專著
專研日本的德國籍史學家路德维格·里斯（Ludwig Rieß，任教於東京帝國大學），曾運用荷蘭檔案撰著〈Geschichte der Insel Formosa〉（ISBN 978-114-923-577-5），原於1897年4月以德文發表於《東京德意志自然、民族東亞學會雜誌》第6卷第59號，被視為學院史家臺灣島史書寫的里程碑。全書以西洋觀點、從幾個殖民與移民體制來看待臺灣，作者認為馬來人、荷蘭、西班牙、清、日都是一種外來政權，而認為鄭經時代的臺灣為「獨立國家」時代。1898年由吉國藤吉（日语：吉国藤吉）譯為日文。後由周學普由德文譯為《臺灣島史》，收入由臺灣銀行經濟研究室編印而於1956年出版的《臺灣經濟史‧第三集》(臺灣研究叢刊第34種)。
臺灣近代史學者戴國煇曾將專門介紹客家渡臺的前書第三章譯成〈猶太裔德國史家看客家渡臺之原委〉發表於《漢聲雜誌》23期(1989年12月)，後收入戴著，《台灣結與中國結》(臺北：遠流出版社，1994)，頁205-215。
另一位德國籍歷史、人類、語言學家阿魯部列特·威爾詩（Albrecht Wirth，曾任教於芝加哥大學與慕尼黑工業大學），參閱各種資料與文獻，於1898年在波昂出版簡明而具體系之臺灣史地專書"Geschichte Formosa's bis Anfang"，從臺灣原住民之歷史文化，一直描寫至日治時期，以臺灣的移民史為切入點，交代在臺灣島上之原住民族群分布、後來臺之中國人、及西方列強在臺灣活動情況。1957年亦經周學普譯為《台灣之歷史》，由臺灣銀行經濟研究室編輯出版，收入《臺灣經濟史‧第六集》。

### 學術傳承
里斯的日本學生村上直次郎在1928年臺北帝國大學設立後與移川子之藏教授及岩生成一教授從事的日荷關係史、日本中世末期海外交涉史之研究，主題並涉及荷蘭時期的臺灣史，重點包括臺灣外部的東亞貿易交涉史，和荷蘭、西班牙在臺灣島內的傳教史。真正對荷蘭時代臺灣島內的歷史從事深入研究的可說從村上教授的臺北帝大學生中村孝志和岩生教授戰後的弟子曹永和才開始。

### 曹永和背景
曹永和精研早期臺灣史，尤為荷蘭治理時期與鄭氏王朝時期台灣史領域的權威，除了日文與中文之外，他也自修而精通古荷蘭文、西班牙文、拉丁文、法文、德文、葡萄牙文等多種外國語言，也有著深厚的南洋及世界史素養，從而凝聚出大尺度的「環太平洋史觀」。

## 做為獨立歷史舞台的臺灣
曹永和認為歷史是由「人、時、空」三個因素互動交織而成的，其中「空間」更是人類生活和生產的基本場所。在這個多族群共生共享的舞臺上，各種人物於不同年代連番登場又消逝，因此歷史不斷呈現階段性的演化，然而，不論演員如何更替，舞臺卻始終存在。他認為臺灣史學的研究過去太注重漢人觀點與政治變遷，不曾徹底看清──「臺灣島本身即是一個獨立的歷史舞台」。他表示歷史應該跟土地有所結合，所以提出「台灣島史」概念，以此概念架構台灣史研究的主題性。「不管時代環境如何變化，只要是生活在臺灣的人，跟臺灣的關係總是不會變的。」
台灣島史的概念，受法國歷史學家費爾南·布勞岱爾在《菲利浦二世時代的地中海和地中海世界》提出的整體歷史觀點所影響。

## 海洋性格
曹永和表示：臺灣的地理位置正好位於東亞縱向群島的中心點，西鄰歐亞大陸，東接廣大的太平洋，又位處季風國際航道上，南端有東南亞橫向群島撐起這個中心點，從史前時代以來即為東亞地域族群移動的重要通道，16世紀歐洲海權列強的「地理大發現」後，更將臺灣捲入世界性的競爭中，島嶼的主權因此與周邊國家之間幾度分合。「海島地理，使臺灣在荷蘭、明鄭時期具有某種程度的海洋性格，可惜未能形成一個文化單位。」他認為，現在是臺灣轉型為「海洋文化」的最佳時機，而「臺灣島史」的想法，或許有助於海洋文化基礎工作的建構。

## 脈絡與新徑
曹永和認為若是我們能夠換個觀點，以臺灣島上「人民的歷史」作觀點去探究，或許能夠另闢蹊徑。 他強調：「多元的族群關係與頻繁的政權交替，形塑了台灣史複雜的有機內涵。這種從孤島→國際商業基地→農業開發區→日本時代的再突破→終戰後轉型的過程，正顯示台灣島在不同時代的階段特色。」
除了「人」（在不同時期來到臺灣的不同族群）以外，他認為做歷史研究應重視海島台灣的地理特性，儘量擴大視野，不要侷限在某單一觀點上，要架構出結構性（structural）、總體性（total）、全球性（global）的史觀，放在世界史的脈絡中加以探考，以建立區域總體史的台灣新史學。
曹永和認為臺灣的生存之道，是將臺灣問題國際化，由國際力量來維護這個區域的和平，將臺灣建立成海上的瑞士。

## 學界共鳴
中央研究院臺灣史研究所與國立臺灣大學歷史學系學者周婉窈於1994年開始籌畫、後於1997年出版的《台灣歷史圖說（史前至一九四五年）》亦以臺灣為主體思考臺灣歷史。她提倡由在地本土觀點所建構，以台灣島（臺灣本島及其周邊諸島嶼，也就是大臺灣）的山、海、平原等三個以人群活動為主的重要構成要素與空間舞台所承載經歷過的歷史來建構融合成的台灣歷史研究。而曹永和「臺灣島史」的概念，是戰後對臺灣史研究可能開闢的新路徑講得最清楚明白的，他立下了一個清楚的界碑（landmark），標示了一個新方向、新天地。
中研院臺史所學者張隆志亦指出自1980年代以來的臺灣史研究有兩項重要特徵，其一是臺灣中心觀點的提倡，亦即以臺灣島嶼及人民歷史為主要問題意識的研究取徑；其二是歷史知識的民主化，亦即歷史書寫主體和流通傳播管道的多元化及普及化。從東亞海洋史及在地區域研究史的新視角，致力從土地和人民的現實關懷出發，解明島嶼歷史及本土社會的發展過程及特殊性格，更重視臺灣原住民和弱勢群體的歷史經驗，及臺灣社會在族群、性別及階級等方面的差異。

## 影響與肯定
在「本土化」與「國際化」雙重視野並置下，曹永和以國際多元觀點來看待台灣的新視角，讓台灣找回失落的記憶，開啟了臺灣人的新史觀與對自我的新認同。學者吳密察在〈台灣史的成立及其課題〉中寫道：「相較於史學家長期以來習用『以人範史』概念，曹永和1990年標舉的『臺灣島史觀』，則開啟了『以地範史』的不同路徑。」
國立臺灣歷史博物館即依循「全體臺灣人」的觀點，有別於傳統歷史論述的對象往往集中在少數人身上，而對臺灣歷史的解釋，採取以臺灣為核心的在地主體立場，拋卻依附於中華帝國的邊陲論述，不陷入漢人中心與統治者眼光的覆轍，反應臺灣社會結構的多重面向，以及歷史知識的多元聲音。
學術界與文化建設委員會於2000年10月在中央研究院舉辦一連2天的「近代早期東亞海洋史及台灣島史－－慶祝曹永和80大壽國際學術研討會」，讓國內外學者以世界的眼光來看台灣。
2002年，荷蘭女王碧翠斯頒授荷蘭皇家勳章予曹永和，以表彰他對17世紀荷蘭東印度公司在東亞活動歷史之研究的重要貢獻，他也是首位獲得該獎項的臺灣人。
2012年，日本政府公布秋季外國人敘勳受章名單，在東亞海洋史等領域研究成果豐碩、以提出「臺灣島史」而影響深遠的曹永和獲頒「旭日中綬章」。

## 延伸創作

### 漫畫台灣歷史
2001年起，曾獲國立編譯館優良連環圖畫首獎的漫畫家杜福安開始創作《漫畫台灣歷史》系列共十冊，整部漫畫由曹永和等人擔任編輯總顧問，依據臺灣島史的概念，將臺灣放在世界座標上，以臺灣島上從史前以來所有族群為主體觀點，繪畫勾勒出屬於台灣的歷史。他花了數年時間完成《島嶼的誕生》、《美麗大地的子民》、《荷蘭、西班牙在台灣》、《鄭氏王朝在台灣》四冊。接著又著手《十三行大冒險》、《古早的台灣》、《現代化之路》、《中華民國在台灣》、《烈火中的二二八》等。
他表示「我的漫畫想要表達出的概念，是超越政治史糾纏，以台灣人為真正主角的台灣島史。」「即使是衣服紋飾、船的造型細節都要根據歷史文獻，仔細詳實的畫......，因為畫的是台灣的歷史啊。」「歷史漫畫最難的還是考證！」「台灣民主國成立當天，下著細雨，當時已有雨傘和人力車，外頭還放著鞭炮，許多富商也來參與總統就職大典」，這些敘述也都畫進了漫畫中。杜福安說，希望能用精緻的圖像畫面、人物情節，喚起台灣下一代，對歷史及國家主體性的興趣與認識。台灣長期以來沒有自己的歷史論述，中國政府卻一直想把中國和台灣歷史結合，他因此希望以客觀立場說台灣故事，「但我所謂的台灣歷史，是和中國沒有關聯的。台灣如果沒有主體性歷史，就只能被迫接受別人的史觀」。

### 台灣史新聞
曾撰著《自學典範－台灣史研究先驅曹永和》的曹銘宗亦循以臺灣島為主體的史觀，跳脫政治史、國家單位的框架，於2013年主筆出版《台灣史新聞》，搭配杜福安繪圖，用一百個「報紙跨頁版面」來「報導」從古到今的台灣自然、人文及同期發生的國際大事歷史。本書依年代先後分成六卷，涵蓋史前、荷蘭及西班牙、明鄭、清治、日治、民國等時期，有社論、新聞、特稿、圖片、漫畫、廣告等，重現當年的政治、民生、藝文或名人軼事，以新聞形式呈現從六百萬年前以來所有人類與這塊土地互動、臺灣多元族群創造多元文化、追求「自由、平等、人權、民主」等普世價值的歷史。
他表示如果採用中國史觀，台灣成了附屬於中國的島嶼；而採台獨史觀，就是漢人觀點，被討論的台灣歷史只剩四百年。可是台灣的歷史絕對不只四百年。「台灣島史」的觀點是由土地入手，從島嶼自海面探出頭來，所有生物族群與這塊土地的互動，都是台灣的歷史。這是比較中性、比較能夠跳脫政治的角度，能更客觀地照應到所有族群，不再只是一貫的漢人中心思想。「以台灣島史的觀點來看，原住民是最初的主人。但因政權的操弄，歷史詮釋權的失落，造成很多台灣人對原住民不了解。其實原民、漢人、客族、外省，數百年來勢力消長，又互相融合，大家共同生活在這塊小小的土地上，卻因孰強孰弱，各懷著不為人知的心事。」荷蘭人在台雖以殖民為目的，卻也帶給原住民醫療、教育與信仰，兩者互動關係並非劍拔弩張。從臺灣最初主人原住民的角度來看鄭成功，漢人以開發之名行侵略之實，挾人數優勢將原民歧視為「番」。漢人入台時，平埔族是最先遇到外人的一群，因被驅逐而島內移民，人數銳減或被同化。漢人促進了社會進步，但傷害的部分也不可掩飾。宜蘭的吳沙或嘉義的吳鳳，到底是漢人的開發英雄，還是原住民的滅族元凶？曹銘宗堅持要讓兩種觀點同時出現。「我認為這是歷史正義，希望這本書能促進族群間的理解與認識，讓台灣的每一個族群，都能在這六百萬年新聞中，找到屬於他們的歷史。當你愈了解對方，或許你就愈能替對方設想。」

### 引用
1. 1 2 3 4 5 6 7 8  以地理為基點，從世界看台灣──歷史學家曹永和 （页面存档备份，存于）, 台灣光華雜誌, 2010年5月
2. ↑  林衡哲, 廿世紀台灣代表性人物(二) 的存檔，存档日期2007-05-11., 望春風出版社, 2007年02月15日
3. 1 2 3 4 5  . homepage.ntu.edu.tw.   [2013-04-19]. （原始内容存档于2013-11-02）.
4. ↑  臺灣島史[永久], 臺灣歷史辭典, 行政院文化建設委員會
5. ↑  吳密察, 臺北帝國大學史學科，1928-1945 （页面存档备份，存于）, 臺大歷史系學術通訊, 2009年2月
6. 1 2  張隆志, 當代臺灣史學史論綱 （页面存档备份，存于）, 《臺灣史研究》,中央研究院臺灣史研究所，2009年12月，第十六卷第四期，頁161-184
7. ↑  行政院文化建設委員會, 臺灣之歷史[永久], 《臺灣歷史辭典》, 2004-05-18
8. ↑  吳密察序《荷蘭時代的經濟、土地與稅務》 （页面存档备份，存于）, 2002.01.28
9. ↑  臺北帝國大學史學科的研究 （页面存档备份，存于）, 臺大歷史系學術通訊, 2002年2月
10. 1 2  自學台灣史家曹永和 鄭荷研究 開啟島嶼新史觀 （页面存档备份，存于）, 台灣真正美 讀經搭配生命故事, 台灣教會公報, 2012-07-06
11. 1 2  日本秋季敘勳，曹永和「台灣島史」影響深遠 （页面存档备份，存于）, 聯合報, 2012/11/03
12. 1 2  周婉窈, 山、海、平原：臺灣島史的成立與展望 的存檔，存档日期2013-09-23., 臺灣與海洋亞洲研究領域發展計畫
13. ↑  周婉窈, 山、海、平原：臺灣島史的成立和展望（Mountains, Ocean and Plains: The History of Taiwan as an Independent Unit and Its Prospects） 的存檔，存档日期2013-09-23., 「臺灣海洋文化的吸取、轉承與發展」國際研討會, 國立交通大學人文與社會科學研究中心, 2011年5月28日
14. ↑  周婉窈, 1999, 〈明清文獻中「臺灣非明版圖」例證〉 （页面存档备份，存于）, 《鄭欽仁教授榮退紀念論文集》，頁267-293。臺北：稻鄉出版社。
15. ↑  洪致文, 山,海,平原‧台灣島史--周婉窈教授師大演講 （页面存档备份，存于）, 飛行場の測候所--鐵道時光/氣象時間/航空世界/地理空間, 2013.5.28
16. ↑  謝仕淵, 面對多元的記憶─做為對話平台的國立臺灣歷史博物館 （页面存档备份，存于）, 〈博物館簡訊〉55期（2011年3月號）
17. ↑  「近代早期東亞海洋史與台灣島史：慶祝曹永和院士八十大壽國際學術研討會」學術研討會 （页面存档备份，存于）, 中央研究院人文社會科學研究中心, 2000年10月26日
18. ↑  歷史研討會兼辦80大壽 （页面存档备份，存于）, 台灣立報, 2000-10-27
19. ↑  追求卓越- 中央研究院80年[永久], 中央研究院
20. ↑  提升臺灣歷史研究之國際聲望 （页面存档备份，存于）, 國立臺灣大學歷史學系暨研究所
21. ↑  日秋季敘勳 台4人獲肯定 （页面存档备份，存于）, 中央通訊社, 2012/11/03
22. 1 2  動畫導演棄高薪「漫話」台灣史 的存檔，存档日期2012-09-06., 自由時報, 2012-7-15
23. ↑  杜福安　一格一格寫歷史 （页面存档备份，存于）, 新台灣新聞周刊, 2002/06/24
24. ↑  遲來的美好 （页面存档备份，存于）, 玉山社, 2004
25. ↑  台灣史新聞[永久], 台灣史新聞通訊社
26. ↑  《台灣史新聞》 的存檔，存档日期2015-06-20., 明報月刊, 2013年5月號
27. 1 2  《台灣史新聞》曹銘宗：我成為歷史上任期最久的總編輯！, 博客來, 2013-05-14
28. 1 2  阮愛惠, 曹銘宗 行三心二意生活禪 （页面存档备份，存于）, 2013/7/27

### 文獻
- 岩生成一. 曹永和; 賴永祥（合校）; 周學普（譯） , 编. . 臺灣銀行經濟研究室 編 (臺灣文獻叢刊). 1959年11月 [1959]  [2013-09-03]. （原始内容存档于2020-01-18）.
- 曹永和. . 臺灣銀行經濟研究室 編 (臺灣文獻叢刊). 1962年6月 [1962].，1: 1-66
- 曹永和, 1979年7月1日, 《臺灣早期歷史研究[永久]》, ISBN 957-080-698-2
- 曹永和, 1990-06, 〈臺灣島史研究的另一途徑――「臺灣島史」概念〉, 《中央研究院臺灣史田野研究通訊》 / Newsletter of Taiwan History Field Research, 15: 7-9
- 曹永和, 1993-11, 〈台灣史的研究〉, 《台灣研究通訊》, 清華大學人文社會學院台灣研究室，20-23
- 曹永和, 1996，〈東亞貿易圈與台灣〉，「台灣商業傳統國際學術研討會」，中央研究院臺灣史研究所籌備處主辦。
- 周婉窈, 1997, 《台灣歷史圖說（史前至一九四五年）》, ISBN 957-081-839-5
- 曹永和, 1998-10, 〈多族群的臺灣島史〉, 《歷史月刊》 / Historical Monthly, 129: 93-95
- 曹永和, 2000年11月8日, 《臺灣早期歷史研究續集[永久]》, ISBN 957-082-153-1
- 曹永和、包樂史，小琉球原住民的消失 重拾失落台灣歷史之一頁, 中央研究院民族學研究所
- 曹銘宗, 1999年6月1日, 《自學典範－台灣史研究先驅曹永和》, ISBN 957-081-971-5
- 周婉窈, 2009, 《台灣歷史圖說》 (增訂本), ISBN 978-957-083-489-5
- 中央研究院臺灣史研究所, 2010, 《曹永和院士訪問紀錄 （页面存档备份，存于）》（口述歷史專刊5）, ISBN 978-986-024-817-3
- 曹永和, 2011年11月1日, 《近世臺灣鹿皮貿易考：青年曹永和的學術啟航》, ISBN 978-957-326-885-7
- 杜福安，《漫畫台灣歷史》系列[永久]
- 曹銘宗, 2013年4月4日, 《台灣史新聞》, ISBN 978-986-262-063-2

## 外部連結
- 曹永和 （页面存档备份，存于）, 中央研究院人文社會科學研究中心
- 自學典範 曹永和院士 （页面存档备份，存于）, 國立臺灣大學歷史學系
- 財團法人曹永和文教基金會 （页面存档备份，存于）
- 臺灣史研究所, 國立政治大學
- 臺灣海洋文化與文學 （页面存档备份，存于）, 國立成功大學
- 杜正勝, 台灣史與台灣史學[永久], 台灣基督長老教會台北東門教會

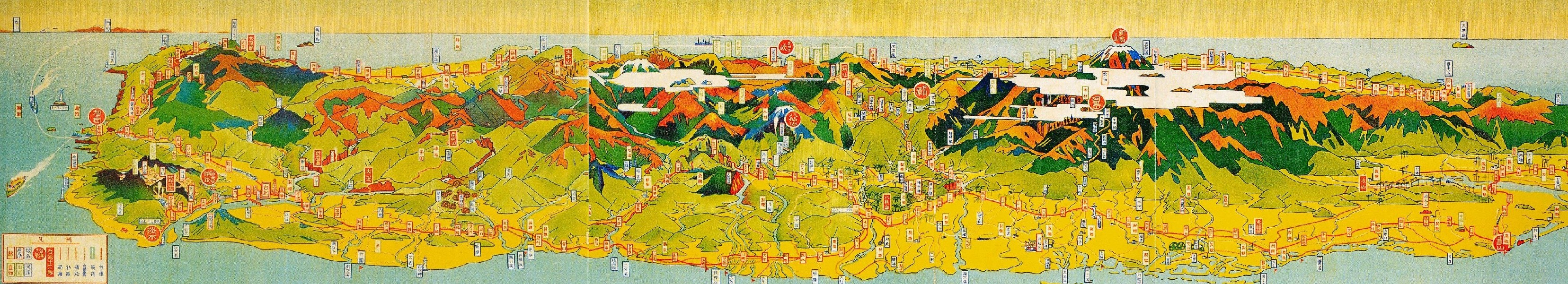
1928年，臺灣總督府交通局鐵道部於《台灣日日新報》刊登的觀光地圖，標明台灣鐵路沿線各大站及城鎮位置，並註記台灣八景與十二名勝

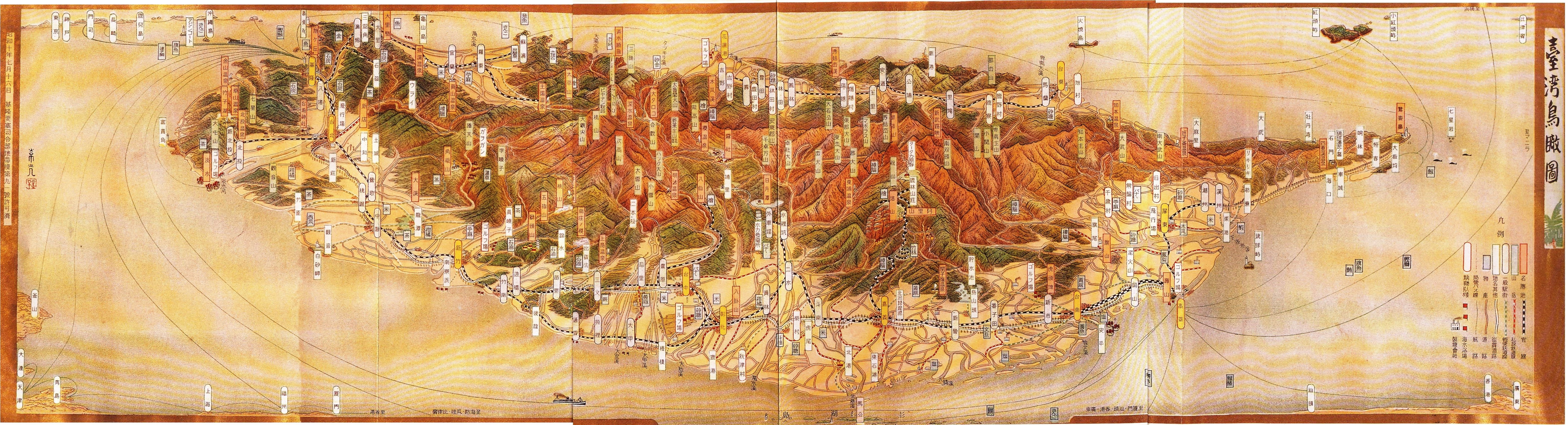
1935年日本軍方所繪製臺灣鳥瞰圖

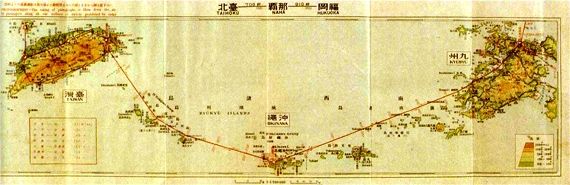
1937年的臺北（臺北飛行場） - 那霸（沖繩）- 福岡（九州）民航路線圖